# Antiguoko
Antiguoko Kirol Elkartea is een Baskische voetbalclub uit de Barrio del Antiguo in San Sebastián. De club werd opgericht in 1982 en heeft alleen een jeugdopleiding. Het hoogste elftal is de Juvenil A (spelers tot 18 jaar) dat uitkomt in de División de Honor.
Verschillende spelers die in het verleden bij Antiguoko hebben gespeeld, kwamen uiteindelijk in de grote Europese competities en/of het Spaans nationaal elftal terecht. De bekendste speler uit de geschiedenis van Antiguoko is Xabi Alonso. Hij was een belangrijke speler in het elftal van Real Sociedad dat in het seizoen 2002/2003 tweede werd in de Primera División, in 2005 won de middenvelder met Liverpool FC de UEFA Champions League en in 2008 werd Xabi Alonso met Spanje Europees kampioen. Ook Mikel Arteta en Javier De Pedro waren in zowel de Spaanse als Engelse competitie actief.

## Bekende spelers
- Aritz Aduriz
- Mikel Alonso
- Xabi Alonso
- Mikel Arteta
- Francisco Javier De Pedro
- Andoni Iraola